# Бруто Брівонезі
Бруто Брівонезі (італ. Bruto Brivonesi, 22 листопада 1888, Анкона - 1 червня 1979, Рим) - італійський адмірал.
Брат адмірала Бруно Брівонезі.

## Біографія
Бруто Брівонезі народився 22 листопада 1888 року в Анконі. У 1905 році вступив до Військово-морської академії в Ліворно, яку закінчив у 1909 році у званні гардемарина. У 1911 році отримав звання молодшого лейтенанта. Брав участь в італійсько-турецькій війні
на борту броненосця «Сарденья».

### Перша світова війна
У 1915 році отримав звання лейтенанта. Брав участь у Першій світовій війні на борту різних кораблів, зокрема, броненосця «Реджина Елена», а пізніше у складі бригади морської піхоти. Відзначився в боях поблизу Кортелаццо та в долині ріки П'яве, за що був нагороджений Бронзовою медаллю «За військову доблесть» та Хрестом «За військову доблесть».

### Міжвоєнний період
Після закінчення війни служив на різних міноносцях. У 1922 році отримав звання капітана III рангу і був призначений помічником капітана крейсера «Кампанія». У 1926 році отримав звання капітана II рангу, командував есмінцями «Розоліно Піло», «Даніеле Манін» та «Інсідіозо». Пізніше був начальником штабу 1-го дивізіону есмінців, а з 1930 року командував навчальним кораблем «Крістофоро Коломбо». Нетривалий період служив у Міністерстві військово-морського флоту, потім керував Школою королівського корпусу морських екіпажів (італ. Corpo reale equipaggi marittimi) у Ла-Спеції. У 1932 році отримав звання капітана I рангу, був начальником штабу 1-ї ескадри. Протягом 1934-1936 років командував крейсером «Больцано».
1 січня 1937 року Бруто Брівонезі отримав звання контрадмірала і був призначений до Міністерства військово-морського флоту як член і секретар у військових справах Вищої ради військово-морського флоту. У вересні 1938 року йому було доручено командувати Військово-морською академією в Ліворно, яку він очолював до серпня 1939 року. 1 вересня 1939 року отримав звання віце-адмірала; того ж місяця він повернувся до міністерства і залишався там до квітня 1940 року.

### Друга світова війна
Зі вступом Італії у Другу світову війну 10 червня 1940 року Бруто Брівонезі був призначений командувачем 5 морської дивізії, а невдовзі начальником штабу 1 ескадри. На чолі 5 дивізії брав участь в бою біля Калабрії, за що був нагороджений Срібною медаллю «За військову доблесть».
У листопаді 1941 року Бруто Брівонезі залишив командування 5 дивізією та був направлений до Супермарини інспектором протичовнових сил. На цій посаді він перебував до квітня 1943 року. 1 січня 1943 року йому присвоєно звання адмірала.
Між 1940 і 1942 роками Бруто Брівонезі також був членом Комітету проектів військово-морської зброї та Вищого комітету з координації технічних проектів. 
10 квітня 1943 року Бруто Брівонезі був призначений командувачем Військово-морського департаменту Іонії та Південної Адріатики зі штаб-квартирою в Таранто.
7 вересня 1943 року Бруто Брівонезі був присутній на нараді в Генеральному штабі військово-морських сил, на якій начальник генштабу Раффаеле де Куртен повідомив про капітуляцію Італії. Наступного дня Бруто Брівонезі запевнив, що всі підрозділи під його командуванням будуть виконувати умови перемир'я. Коли адмірал Джованні Галаті відмовився передати свої кораблі союзникам, Брівонезі заарештував його. 
Однак у той же час Брівонезі дозволив двом німецьким кораблям забрати вантаж німецьких мін, покинути Таранто без протидії та відплисти на північ. Німецькі кораблі негайно заклали міни на поблизу Таранто (спричинивши втрату мінного загороджувача «Абдель», британського тральщика та італійського буксира), а пізніше потопили італійський есмінець «Квінтіно Селла» та італійський канонерський човен «Арора» на їхньому шляху на північ до Венеції і захопили шість італійських торгових кораблів.

### Післявоєнний період
Після закінчення війни Бруто  Брівонезі обіймав посади заступника начальника штабу ВМС, Генерального секретаря ВМС, з 1 жовтня 1946 року по 4 квітня 1947 року - інспектора військово-морських сил, з 5 квітня 1947 року по 18 грудня 1948 - головнокомандувача італійськими військово-морськими силами. Він остаточно залишив дійсну службу у вересні 1951 року, з 25 липня 1950 року по 31 січня 1960 року був президентом Військово-морської ліги.
Помер у Римі 1 червня 1979 року.

## Нагороди
- Кавалер Савойського військового ордена
- Офіцер військового ордена Італії
- Срібна медаль «За військову доблесть»
- Бронзова медаль «За військову доблесть» (двічі)
- Хрест «За бойові заслуги» (двічі)
- Кавалер Ордена Святих Маврикія та Лазаря
- Офіцер Ордена Святих Маврикія та Лазаря
- Командор Ордена Святих Маврикія та Лазаря
- Кавалер Ордена Корони Італії
- Офіцер Ордена Корони Італії
- Кавалер Великого Хреста Ордена Корони Італії
- Кавалер Великого Хреста Ордена «За заслуги перед Італійською Республікою»

## Публікації
- I miei 46 anni di vita nella Marina Militare (1911-1946), inedito